# Lưu Chấn Lập
Lưu Chấn Lập (tiếng Trung: 刘振立; sinh tháng 8 năm 1964) là Thượng tướng Quân Giải phóng Nhân dân Trung Quốc (PLA). Ông là Ủy viên Ủy ban Trung ương Đảng Cộng sản Trung Quốc khóa XX, khóa XIX, Tham mưu trưởng Bộ Tham mưu liên hợp Quân ủy Trung ương Trung Quốc. Ông từng là Tư lệnh Lục quân Quân Giải phóng Nhân dân Trung Quốc; Tham mưu trưởng Lục quân; Tham mưu trưởng Lực lượng Cảnh sát Vũ trang Nhân dân Trung Quốc.

## Tiểu sử

### Thời kỳ đầu
Lưu Chấn Lập sinh tháng 8 năm 1964, người Loan Thành, tỉnh Hà Bắc. Tháng 9 năm 1983, Lưu Chấn Lập gia nhập Quân Giải phóng Nhân dân Trung Quốc. Tháng 4 năm 1984, ông được kết nạp vào Đảng Cộng sản Trung Quốc. Ông tốt nghiệp Đại học Quốc phòng Trung Quốc và có học vị thạc sĩ khoa học quân sự. Ông từng đảm nhiệm chức vụ Trung đội trưởng, Phó Đại đội trưởng, Đại đội trưởng, Tiểu đoàn trưởng; Tham mưu trưởng Lữ đoàn; Chủ nhiệm bộ chỉ huy pháo binh Quân đoàn và Sư đoàn trưởng Sư đoàn bộ binh cơ giới hóa 112, Tập đoàn quân 38, Quân khu Bắc Kinh.
Tháng 12 năm 2009, Lưu Chấn Lập được bổ nhiệm làm Tham mưu trưởng Tập đoàn quân 65, Quân khu Bắc Kinh. Tháng 12 năm 2010, ông được phong quân hàm Thiếu tướng. Tháng 2 năm 2012, Lưu Chấn Lập được bổ nhiệm giữ chức Tư lệnh Tập đoàn quân 65. Năm 2013, Lưu Chấn Lập được bầu làm Đại biểu Đại hội đại biểu Nhân dân toàn quốc Trung Quốc (Quốc hội) khóa 12, nhiệm kỳ 2013 đến năm 2018. Tháng 2 năm 2014, Lưu Chấn Lập được điều động giữ chức vụ Tư lệnh Tập đoàn quân 38, Quân khu Bắc Kinh. Tháng 7 năm 2015, Lưu Chấn Lập được bổ nhiệm làm Tham mưu trưởng Lực lượng Cảnh sát Vũ trang Nhân dân Trung Quốc. Tháng 12 năm 2015, Lưu Chấn Lập được miễn nhiệm chức vụ Tham mưu trưởng Cảnh sát Vũ trang, kế nhiệm ông là Tần Thiên.

### Tướng lĩnh cấp cao
Ngày 31 tháng 12 năm 2015, tại Đại lầu Bát Nhất, Chủ tịch Quân ủy Trung ương Tập Cận Bình tuyên bố thành lập 3 quân chủng mới, là Quân chủng Lục quân, Quân chủng Tên lửa, Quân chủng Chi viện chiến lược. Lưu Chấn Lập được bổ nhiệm giữ chức vụ Tham mưu trưởng Lục quân Quân Giải phóng Nhân dân Trung Quốc. Tháng 7 năm 2016, Lưu Chấn Lập được phong quân hàm Trung tướng. Ngày 24 tháng 10 năm 2017, tại Đại hội Đảng Cộng sản Trung Quốc lần thứ XIX, ông được bầu làm Ủy viên Ban Chấp hành Trung ương Đảng Cộng sản Trung Quốc khóa XIX. Tháng 7 năm 2021, ông được phong quân hàm Thượng tướng, được bổ nhiệm làm Tư lệnh Lục quân Quân Giải phóng Nhân dân Trung Quốc. Sau đó hơn 1 năm thì ông được điều chuyển làm Tham mưu trưởng Bộ Tham mưu liên hợp Quân ủy Trung ương Trung Quốc, kế nhiệm Thượng tướng Lý Tác Thành. Giai đoạn đầu năm 2022, ông được bầu làm đại biểu tham gia Đại hội Đảng Cộng sản Trung Quốc lần thứ XX từ đoàn Quân Giải phóng và Vũ cảnh. Trong quá trình bầu cử tại đại hội, ông tái đắc cử là Ủy viên Ủy ban Trung ương Đảng Cộng sản Trung Quốc khóa XX.

## Lịch sử thụ phong quân hàm
| Quân hàm |             |             | Thượng tướng |  |  |  |  |  |  |  |  |
| Cấp bậc  | Thiếu tướng | Trung tướng | Thượng tướng |  |  |  |  |  |  |  |  |
|          |             |             |              |  |  |  |  |  |  |  |  |